# Dysphania flavata
Dysphania flavata là một loài bướm đêm trong họ Geometridae.